# Cantón de Grevenmacher
Grevenmacher (en Luxemburgués: Gréiwemaacher), es un cantón ubicado en el Distrito de Grevenmacher, en Luxemburgo. La capital es Grevenmacher.

## Comunas

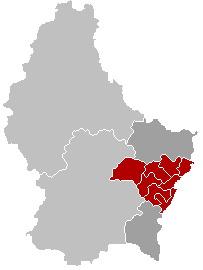
Comunas.

El cantón se divide en las siguientes comunas:
- Betzdorf
- Biwer
- Flaxweiler
- Grevenmacher
- Junglinster
- Manternach
- Mertert
- Wormeldange

- Datos: Q836002
- Multimedia: Canton of Grevenmacher / Q836002